# بالن بکری
بالون بکری (به انگلیسی: Bakri balloon) یک وسیله پزشکی که توسط یونس بکری با همکاری شرکت کوک مدیکال آمریکا ساخته شده است.
این بالون زایمان با طول ۵۴ سانتی‌مترFr 24 از جنس سیلیکون و با ظرفیت پر کردن ۵۰۰ میلی لیتر است. این وسیله برای کنترل موقت و کاهش خونریزی پس از زایمان (PPH) استفاده می‌شود.
به گفته سازمان بهداشت جهانی، حدود ۰۰۰/۱۰۰ از مرگ و میر مادران در هر سال از PPH رخ می‌دهد و علت اصلی مرگ و میر مادران در کشورهای توسعه یافته است.

## استفاده
بکری بالون تامپوناد سیلیکونی، این بالون زایمان به طور خاص برای درمان خونریزی بعد از زایمان (PPH) طراحی شده است.
در مقالات امده در دو مورد استفاده از بالن بکری برای درمان خونریزی پس از زایمان و اجتناب از هیسترکتومی در فنلاند که شامل ۵۰ بیمار در هنگام استفاده از بکری بالون در مدیریت PPH ثبت میزان موفقیت کلی ۸۶٪. و یک بررسی آلمانی شامل ۲۰ نفر با ذکر میزان موفقیت کلی ۹۰٪ ذکر شده است.